# تام بولی
تام بولی (انگلیسی: Tom Bohli؛ زادهٔ ۱۷ ژانویهٔ ۱۹۹۴) دوچرخه‌سوار اهل سوئیس است.
از باشگاه‌هایی که در آن بازی کرده‌است می‌توان به تیم بی‌ام‌سی، و تیم بی‌ام‌سی، اشاره کرد.